# سفارة كوريا الجنوبية في تركيا
سفارة كوريا الجنوبية في تركيا هي أرفع تمثيل دبلوماسي لدولة كوريا الجنوبية لدى تركيا. تقع السفارة في أنقرة وهي تهدف لتعزيز المصالح الكورية جنوبية في تركيا.

## وصلات خارجية
- قائمة سفارات كوريا الجنوبية
- قائمة السفارات في تركيا